# Shokūhābād
Shokūhābād (persiska: شكوه آباد, شِكوه آباد) är en ort i Iran.   Den ligger i provinsen Kurdistan, i den nordvästra delen av landet, 300 km väster om huvudstaden Teheran. Shokūhābād ligger 1 838 meter över havet och antalet invånare är 709.
Terrängen runt Shokūhābād är platt åt nordost, men åt sydväst är den kuperad.Runt Shokūhābād är det ganska tätbefolkat, med 58 invånare per kvadratkilometer. Närmaste större samhälle är Qorveh, 10,2 km väster om Shokūhābād. Trakten runt Shokūhābād består i huvudsak av gräsmarker.